# タイ国家災害警報センター
タイ国家災害警報センター (タイ語:ศูนย์เตือนภัยพิบัติแห่งชาติ、英語：National Disaster Warning Center:NDWC）は、タイ王国内閣デジタル経済社会省の監督下の公共機関の一つ。2005年5月31日に設置。 

## 概要
タイ国家災害警報センターは、自然災害の情報の収集や早期警戒システムの維持を行い、緊急時には国内に警報を発することを担当する公共機関である。スマトラ沖地震の反省の中で生まれた機関であり、ハワイの太平洋津波警報センターや日本の気象庁などと早期警戒ネットワークを構築している。

## 歴史
- 2005年5月31日 設置
- 2006年アンダマン海に津波観測用のブイ設置
- 2009年12月11日 ウェブサイト開設

## 所在地
ノンタブリー県 ムアンノンタブリー郡 タムボン・バーンクラソー ラタナティベート通り タイ国家衛星情報センタービル（อาคารศูนย์สื่อสารดาวเทียมในประเทศ ถนนรัตนาธิเบศ ต.บางกระสอ อ.เมือง จ.นนทบุรี 11000） 

## 早期警報システム
- アメリカ地質調査所、太平洋津波警報センター、日本気象庁、インドネシア気象庁、またはその他国際機関からの警報受信。
- タイ、プーケット西1,000kmのアンダマン海上には津波観測用のブイがあり、津波発生時にはハワイ・太平洋津波警報センターに信号が送られる[2]。
- 津波や洪水が予測された場合、タイ沿岸に設置された100基以上の警報機によってまず、サイレンで警報発令。
- 警報機からは赤色の警告灯が点灯し、英語、日本語、中国語、ドイツ語、タイ語による放送が行われる。
- 同時に警報発令地域には地元テレビ局、AMとFMラジオ局、アマチュア無線局と、地元ラジオネットワークを介して発令。SMSを利用し、携帯電話にも情報送信。
- 高台、避難所への誘導。

## 関連事項
- デジタル経済社会省
- 内務省　災害予防・軽減局